# Маріетта (Джорджія)
Маріетта (англ. Marietta) — місто (англ. city) в США, в окрузі Кобб штату Джорджія. Населення — 60 972 особи (2020).

## Географія
Маріетта розташована за координатами 33°57′13″ пн. ш. 84°32′33″ зх. д. / 33.95361° пн. ш. 84.54250° зх. д. (33.953561, -84.542463).  За даними Бюро перепису населення США в 2010 році місто мало площу 60,01 км², з яких 59,78 км² — суходіл та 0,23 км² — водойми.

### Клімат
| Клімат : Маріетта       | Клімат : Маріетта | Клімат : Маріетта | Клімат : Маріетта | Клімат : Маріетта | Клімат : Маріетта | Клімат : Маріетта | Клімат : Маріетта | Клімат : Маріетта | Клімат : Маріетта | Клімат : Маріетта | Клімат : Маріетта | Клімат : Маріетта | Клімат : Маріетта |
| Показник                | Січ.              | Лют.              | Бер.              | Квіт.             | Трав.             | Черв.             | Лип.              | Серп.             | Вер.              | Жовт.             | Лист.             | Груд.             | Рік               |
| Абсолютний максимум, °C | 26,7              | 26,7              | 31,7              | 33,9              | 35,6              | 38,3              | 40,0              | 40,0              | 37,2              | 33,3              | 30,0              | 26,7              | 40,0              |
| Середній максимум, °C   | 11,1              | 13,3              | 17,8              | 22,8              | 26,7              | 30,6              | 31,7              | 31,1              | 28,3              | 22,8              | 17,8              | 12,2              | 22,2              |
| Середній мінімум, °C    | −1,1              | 0,6               | 3,9               | 7,8               | 12,8              | 17,8              | 20,0              | 19,4              | 15,6              | 8,9               | 3,9               | 0,0               | 9,2               |
| Абсолютний мінімум, °C  | −24,4             | −18,9             | −13,9             | −6,1              | 0,0               | 4,4               | 10,0              | 8,9               | −1,1              | −5,6              | −12,8             | −20               | −24,4             |
| Норма опадів, мм        | 123               | 136               | 129               | 100               | 105               | 103               | 130               | 110               | 104               | 87                | 109               | 114               | 1388              |
| ----------------------- | ----------------- | ----------------- | ----------------- | ----------------- | ----------------- | ----------------- | ----------------- | ----------------- | ----------------- | ----------------- | ----------------- | ----------------- | ----------------- |
| Джерело:                |                   |                   |                   |                   |                   |                   |                   |                   |                   |                   |                   |                   |                   |

## Демографія
Згідно з переписом 2010 року, у місті мешкало 56 579 осіб у 23 065 домогосподарствах у складі 12 992 родин. Густота населення становила 943 особи/км².  Було 26918 помешкань (449/км²).
Расовий склад населення:
| - 52,7 % — білих - 31,5 % — чорних або афроамериканців - 3,0 % — азіатів - 0,5 % — корінних американців - 0,1 % — вихідців з тихоокеанських островів - 9,1 % — осіб інших рас |

До двох чи більше рас належало 3,3 %. Частка іспаномовних становила 20,6 % від усіх жителів.
За віковим діапазоном населення розподілялося таким чином: 23,4 % — особи молодші 18 років, 66,5 % — особи у віці 18—64 років, 10,1 % — особи у віці 65 років та старші. Медіана віку мешканця становила 32,6 року. На 100 осіб жіночої статі у місті припадало 95,9 чоловіків;  на 100 жінок у віці від 18 років та старших — 93,5 чоловіків також старших 18 років.
Середній дохід на одне домашнє господарство  становив 65 079 доларів США (медіана — 44 953), а середній дохід на одну сім'ю — 76 515 доларів (медіана — 54 071). Медіана доходів становила 38 693 долари для чоловіків та 37 314 долари для жінок. За межею бідності перебувало 20,2 % осіб, у тому числі 27,8 % дітей у віці до 18 років та 11,3 % осіб у віці 65 років та старших.
Цивільне працевлаштоване населення становило 31 041 осіб. Основні галузі зайнятості: науковці, спеціалісти, менеджери — 17,3 %, освіта, охорона здоров'я та соціальна допомога — 15,6 %, мистецтво, розваги та відпочинок — 13,0 %, роздрібна торгівля — 12,9 %.

## Відомі особистості
В поселенні народився:
- Брендон Стентон (* 1984) — американський фотограф і блогер.